# Конгар (река)
Конгар — река в России, протекает по Каргасокскому району Томской области. Устье реки находится в 4 км по правому берегу реки Радайка. Длина реки составляет 41 км. Приток — Тыдель-Тым. Высота устья — 42,4 м над уровнем моря.

## Данные водного реестра
По данным государственного водного реестра России относится к Верхнеобскому бассейновому округу, водохозяйственный участок реки — Обь от впадения реки Васюган до впадения реки Вах, речной подбассейн реки — Васюган. Речной бассейн реки — (Верхняя) Обь до впадения Иртыша.